# Constituição Apostólica Missale Romanum
A Constituição Apostólica Missale Romanum , é uma constituição promulgada pelo Papa Paulo VI, que fala sobre a restauração do Missal Romano, tal como o conhecemos hoje. Foi assinada em 3 de abril de 1969, quando se celebrava a Quinta-feira Santa na Ceia do Senhor, no sexto ano de pontificado de Paulo VI.
Essa constituição foi assinada também durante o Concílio Vaticano II. Na verdade, esta constituição foi assinada devido o desejo do mesmo concílio de reformar a estrutura litúrgica do Rito romano, desejo este, manifestado através da Constituição Apostólica Sacrosanctum Concilium que fora assinada em 4 de dezembro de 1963.